# Cantón de Lapoutroie
El cantón de Lapoutroie era una división administrativa francesa, que estaba situada en el departamento de Alto Rin y la región de Alsacia.

## Composición
El cantón estaba formado por cinco comunas:
- Fréland
- Labaroche
- Lapoutroie
- Le Bonhomme
- Orbey

## Supresión del cantón de Lapoutroie
En aplicación del Decreto nº 2014-207 de 21 de febrero de 2014, el cantón de Lapoutroie fue suprimido el 22 de marzo de 2015 y sus 5 comunas pasaron a formar parte del nuevo cantón de Sainte-Marie-aux-Mines.